# Hartmut Krienke
Hartmut Krienke (* 28. Juli 1943 in  Heilsberg; † 28. Oktober 2023 in Elmenhorst/Lichtenhagen)
war ein deutscher theoretischer Physiker
und Professor der Universität Regensburg. Er war der Neffe von Reinhard Schiemann.

## Leben und Werk
Krienke studierte nach dem Abitur von 1961 bis 1966 Physik an der Universität Rostock. Nach dem Diplom 1966 absolvierte er ein einjähriges Zusatzstudium an der Physikalischen Fakultät der Nationale Iwan-Franko-Universität Lwiw (Ukraine) bei Ihor Juchnowskyj. Nach seiner Promotion zum Dr. rer. nat. auf dem Gebiet der theoretischen Physik zum Thema Zur statistischen Theorie der Ionenlösungen im thermodynamischen Gleichgewicht arbeitete er bis 1992 als wissenschaftlicher Assistent/Oberassistent an der Sektion Physik der Universität Rostock. 1987 habilitierte er dort zum Dr.sc.nat. Das Thema seiner Habilitationsschrift lautete: Interionische Wechselwirkungen – ein Beitrag zur statistischen Theorie elektrolytischer Lösungen.
1990 führte ihn eine einjährige Gastprofessur erstmalig an die Universität Regensburg. Im folgenden Jahr wurde Hartmut Krienke an das neugegründete Kultusministerium des Landes Mecklenburg-Vorpommern berufen, wo er die personelle Erneuerung an Hochschulen mitgestaltete. 1992 folgte Hartmut Krienke dem Ruf der Universität Regensburg erneut und arbeitete bis zu seiner Emeritierung 2008 als ordentlicher Professor für Physikalische Chemie mit einer eigenen Arbeitsgruppe.

## Funktionen
Im Dezember 1989 arbeitete er in Rostock im Unabhängigen Untersuchungsausschusses zur Entmachtung und Aufdeckung der Praktiken des Staatssicherheitssystems.
- 1993–2008 Mitglied des Redaktionskollegiums der Zeitschrift Condensed Matter Physics, Ukrainische Nationale Akademie der Wissenschaften, Lviv, Ukraine
- 1997–2008:Mitglied des Redaktionskollegiums der Zeitschrift Journal of Molecular Liquids, Elsevier, Amsterdam

## Ehrungen
- 2002: Verdienstorden der Bundesrepublik Deutschland, Verdienstkreuz am Bande[2]

## Werke (Auswahl)
- J.M.G. Barthel, H. Krienke, W. Kunz: Physical chemistry of electrolyte solutions: modern aspects. Hrsg.: Deutsche Bunsen-Gesellschaft für Physikalische Chemie. Steinkopff, Springer, Darmstadt, New York 1998, ISBN 3-7985-1076-8, S. 401 (englisch).
- R. Buchner, Hartmut Krienke, D. Cleaver (Hrsg.): Ion-ion, ion-solvent and solvent-solvent interactions in electrolyte solutions,  Vol. 73-74 of J. Molec. Liquids, Special Issue, 1997
- Hartmut Krienke, I. Nezbeda (Hrsg.): Associated fluids and ionic systems: Vth Liblice conference on statistical mechanics of liquids, Zelesna Ruda, Czech Republic, June 7-12, 1998, Vol. 87, Nos.2-3 of J. Molec. Liquids, Special Issue, 2000.
- Hartmut Krienke (Hrsg.): Vith Liblice conference on statistical mechanics of liquids, Špindlerův Mlýn, Czech Republic, June9-14, 2002, Vol. 109, No. 2 of J. Molec. Liquids, Special Issue, 2004.
- Hartmut Krienke, T. Boublik (Hrsg.): 17th IUPAC Conference on Chemical Thermodynamics, Rostock, Germany, 28th-July-2nd Aug. 2002, Vol.113, No. 1-3 of J. Molec. Liquids, Special Issue, 2004.